# 零风险偏误
零风险偏误（Zero-risk Bias）是指在有其他方案可以降低整個風險的情形下，仍傾向於完全消除某一項風險的偏見。在決策者針對健康，安全和環境問題進行決策時，特別容易出現零風險偏誤。不論是在假設情境和某些現實政策（例如決定反恐戰爭，或是要減少交通事故或槍支暴力的風險）的研究中，都有發現決策受此一偏見影響。一個例子是刻意降低個人負責領域的風險，可是代價是整個組織風險的上昇。